# Bruno N’Diaye
Bruno N’Diaye (ur. 5 marca 1969) – senegalski pływak, uczestnik igrzysk olimpijskich.

## Życiorys

### Igrzyska Olimpijskie
N’Diaye wystartował na igrzyskach olimpijskich dwukrotnie.
Po raz pierwszy w wieku dziewiętnastu lat podczas XXIV Letnich Igrzysk Olimpijskich w 1988 w Seulu. Reprezentował tam swój kraj w trzech konkurencjach pływackich. Na dystansie 50 metrów stylem dowolnym wystartował w trzecim wyścigu eliminacyjnym. Z czasem 25,63 sek. zajął w nim ósme miejsce, a w rankingu ogólnym zajął pięćdziesiąte szóste miejsce. Na dystansie 100 metrów stylem grzbietowym wystartował w drugim wyścigu eliminacyjnym, w którym zajął ósme miejsce uzyskując czas 1:05,06. Ten wynik uplasował go na czterdziestym siódmym miejscu w tej konkurencji. Ostatnią konkurencją Senegalczyka był wyścig na dystansie 200 metrów stylem zmiennym. Wystartował w drugim wyścigu eliminacyjnym. Czas 2:29,18 uplasował go na ósmym miejscu w wyścigu i na pięćdziesiątym czwartym w całej konkurencji.
Cztery lata później, podczas XXV Letnich Igrzysk Olimpijskich w Barcelonie, N’Diaye wystartował w dwóch konkurencjach pływackich. Na dystansie 50 metrów stylem dowolnym wystartował w pierwszym wyścigu eliminacyjnym, w którym z czasem 25,35 uplasował się na trzecim miejscu. W rankingu ogólnym zajął pięćdziesiąte siódme miejsce. Na dystansie 100 metrów stylem dowolnym, z czasem 56,39 zajął trzecie miejsce w pierwszym wyścigu eliminacyjnym, a ostatecznie uplasował się na sześćdziesiątym ósmym miejscu.